# Stamboom Karel Christiaan van Nassau-Weilburg
|                 | Stamboom Karel Christiaan van Nassau-Weilburg (1735-1788)                                                        | Stamboom Karel Christiaan van Nassau-Weilburg (1735-1788)                                                        | Stamboom Karel Christiaan van Nassau-Weilburg (1735-1788)                                                        | Stamboom Karel Christiaan van Nassau-Weilburg (1735-1788)                                                        | Stamboom Karel Christiaan van Nassau-Weilburg (1735-1788)                                                        | Stamboom Karel Christiaan van Nassau-Weilburg (1735-1788)                                                        | Stamboom Karel Christiaan van Nassau-Weilburg (1735-1788)                                                        | Stamboom Karel Christiaan van Nassau-Weilburg (1735-1788)                                                        | Stamboom Karel Christiaan van Nassau-Weilburg (1735-1788)                                                         | Stamboom Karel Christiaan van Nassau-Weilburg (1735-1788)                                                                                           | Stamboom Karel Christiaan van Nassau-Weilburg (1735-1788)                                                         | Stamboom Karel Christiaan van Nassau-Weilburg (1735-1788)                                                         | Stamboom Karel Christiaan van Nassau-Weilburg (1735-1788)                                                                 | Stamboom Karel Christiaan van Nassau-Weilburg (1735-1788)                                                         | Stamboom Karel Christiaan van Nassau-Weilburg (1735-1788)                                                         | Stamboom Karel Christiaan van Nassau-Weilburg (1735-1788)                                                         |
| --------------- | --- | --- | --- | --- | --- | --- | --- | --- | --- | --- | --- | --- | --- | --- | --- | --- |
| Overgrootouders | Frederik van Nassau-Weilburg (1640-1675) x 1663 Christiane Elisabeth van Sayn-Wittgenstein-Homburg (1643-1678)   | Frederik van Nassau-Weilburg (1640-1675) x 1663 Christiane Elisabeth van Sayn-Wittgenstein-Homburg (1643-1678)   | Frederik van Nassau-Weilburg (1640-1675) x 1663 Christiane Elisabeth van Sayn-Wittgenstein-Homburg (1643-1678)   | Frederik van Nassau-Weilburg (1640-1675) x 1663 Christiane Elisabeth van Sayn-Wittgenstein-Homburg (1643-1678)   | Frederik Emich van Leiningen-Dachsburg-Hartenburg x Sibylla van Waldeck                                          | Frederik Emich van Leiningen-Dachsburg-Hartenburg x Sibylla van Waldeck                                          | Frederik Emich van Leiningen-Dachsburg-Hartenburg x Sibylla van Waldeck                                          | Frederik Emich van Leiningen-Dachsburg-Hartenburg x Sibylla van Waldeck                                          | Johan van Nassau-Idstein (1603-1677) x 1646 Anna van Leiningen-Dachsburg (1625-1668)                              | Johan van Nassau-Idstein (1603-1677) x 1646 Anna van Leiningen-Dachsburg (1625-1668)                                                                | Johan van Nassau-Idstein (1603-1677) x 1646 Anna van Leiningen-Dachsburg (1625-1668)                              | Johan van Nassau-Idstein (1603-1677) x 1646 Anna van Leiningen-Dachsburg (1625-1668)                              | Albrecht Ernst I van Oettingen-Oettingen x Christiane Frederica van Württemberg                                           | Albrecht Ernst I van Oettingen-Oettingen x Christiane Frederica van Württemberg                                   | Albrecht Ernst I van Oettingen-Oettingen x Christiane Frederica van Württemberg                                   | Albrecht Ernst I van Oettingen-Oettingen x Christiane Frederica van Württemberg                                   |
| Grootouders     | Johan Ernst van Nassau-Weilburg (1664-1719) x 1683 Maria Polyxena van Leiningen-Dachsburg-Hartenburg (1662-1725) | Johan Ernst van Nassau-Weilburg (1664-1719) x 1683 Maria Polyxena van Leiningen-Dachsburg-Hartenburg (1662-1725) | Johan Ernst van Nassau-Weilburg (1664-1719) x 1683 Maria Polyxena van Leiningen-Dachsburg-Hartenburg (1662-1725) | Johan Ernst van Nassau-Weilburg (1664-1719) x 1683 Maria Polyxena van Leiningen-Dachsburg-Hartenburg (1662-1725) | Johan Ernst van Nassau-Weilburg (1664-1719) x 1683 Maria Polyxena van Leiningen-Dachsburg-Hartenburg (1662-1725) | Johan Ernst van Nassau-Weilburg (1664-1719) x 1683 Maria Polyxena van Leiningen-Dachsburg-Hartenburg (1662-1725) | Johan Ernst van Nassau-Weilburg (1664-1719) x 1683 Maria Polyxena van Leiningen-Dachsburg-Hartenburg (1662-1725) | Johan Ernst van Nassau-Weilburg (1664-1719) x 1683 Maria Polyxena van Leiningen-Dachsburg-Hartenburg (1662-1725) | George August Samuel van Nassau-Idstein (1665-1721) x 1688 Henriette Dorothea van Oettingen-Oettingen (1672-1728) | George August Samuel van Nassau-Idstein (1665-1721) x 1688 Henriette Dorothea van Oettingen-Oettingen (1672-1728)                                   | George August Samuel van Nassau-Idstein (1665-1721) x 1688 Henriette Dorothea van Oettingen-Oettingen (1672-1728) | George August Samuel van Nassau-Idstein (1665-1721) x 1688 Henriette Dorothea van Oettingen-Oettingen (1672-1728) | George August Samuel van Nassau-Idstein (1665-1721) x 1688 Henriette Dorothea van Oettingen-Oettingen (1672-1728)         | George August Samuel van Nassau-Idstein (1665-1721) x 1688 Henriette Dorothea van Oettingen-Oettingen (1672-1728) | George August Samuel van Nassau-Idstein (1665-1721) x 1688 Henriette Dorothea van Oettingen-Oettingen (1672-1728) | George August Samuel van Nassau-Idstein (1665-1721) x 1688 Henriette Dorothea van Oettingen-Oettingen (1672-1728) |
| Ouders          | Karel August van Nassau-Weilburg (1685-1753) x 1723 Augusta Frederika van Nassau-Idstein (1699-1750)             | Karel August van Nassau-Weilburg (1685-1753) x 1723 Augusta Frederika van Nassau-Idstein (1699-1750)             | Karel August van Nassau-Weilburg (1685-1753) x 1723 Augusta Frederika van Nassau-Idstein (1699-1750)             | Karel August van Nassau-Weilburg (1685-1753) x 1723 Augusta Frederika van Nassau-Idstein (1699-1750)             | Karel August van Nassau-Weilburg (1685-1753) x 1723 Augusta Frederika van Nassau-Idstein (1699-1750)             | Karel August van Nassau-Weilburg (1685-1753) x 1723 Augusta Frederika van Nassau-Idstein (1699-1750)             | Karel August van Nassau-Weilburg (1685-1753) x 1723 Augusta Frederika van Nassau-Idstein (1699-1750)             | Karel August van Nassau-Weilburg (1685-1753) x 1723 Augusta Frederika van Nassau-Idstein (1699-1750)             | Karel August van Nassau-Weilburg (1685-1753) x 1723 Augusta Frederika van Nassau-Idstein (1699-1750)              | Karel August van Nassau-Weilburg (1685-1753) x 1723 Augusta Frederika van Nassau-Idstein (1699-1750)                                                | Karel August van Nassau-Weilburg (1685-1753) x 1723 Augusta Frederika van Nassau-Idstein (1699-1750)              | Karel August van Nassau-Weilburg (1685-1753) x 1723 Augusta Frederika van Nassau-Idstein (1699-1750)              | Karel August van Nassau-Weilburg (1685-1753) x 1723 Augusta Frederika van Nassau-Idstein (1699-1750)                      | Karel August van Nassau-Weilburg (1685-1753) x 1723 Augusta Frederika van Nassau-Idstein (1699-1750)              | Karel August van Nassau-Weilburg (1685-1753) x 1723 Augusta Frederika van Nassau-Idstein (1699-1750)              | Karel August van Nassau-Weilburg (1685-1753) x 1723 Augusta Frederika van Nassau-Idstein (1699-1750)              |
|                 | Karel Christiaan van Nassau-Weilburg (1735-1788)                                                                 | | | | | | | | | | | | | | | |
| Gehuwd met      | x 1760 Carolina van Oranje-Nassau (1743-1787)                                                                    | x 1760 Carolina van Oranje-Nassau (1743-1787)                                                                    | x 1760 Carolina van Oranje-Nassau (1743-1787)                                                                    | x 1760 Carolina van Oranje-Nassau (1743-1787)                                                                    | x 1760 Carolina van Oranje-Nassau (1743-1787)                                                                    | x 1760 Carolina van Oranje-Nassau (1743-1787)                                                                    | x 1760 Carolina van Oranje-Nassau (1743-1787)                                                                    | x 1760 Carolina van Oranje-Nassau (1743-1787)                                                                    | x 1760 Carolina van Oranje-Nassau (1743-1787)                                                                     | x 1760 Carolina van Oranje-Nassau (1743-1787) | x 1760 Carolina van Oranje-Nassau (1743-1787)                                                                     | x 1760 Carolina van Oranje-Nassau (1743-1787)                                                                     | x 1760 Carolina van Oranje-Nassau (1743-1787)                                                                             | x 1760 Carolina van Oranje-Nassau (1743-1787)                                                                     | x 1760 Carolina van Oranje-Nassau (1743-1787)                                                                     | |
| Kinderen        | George Willem Belgicus (1760-1762)                                                                               | Lodewijk (1761-1770)                                                                                             | Maria (1764-1802)                                                                                                | Louise (1765-1837) x 1786 Hendrik XIII Reuß (Oudere Linie) (1747-1817)                                           | Doodgeboren zoon (1767)                                                                                          | Frederik Willem (1768-1816) x 1788 Louise van Sayn-Hachenburg (1772-1827)                                        | Carolina (1770-1828) x 1788 Karel Lodewijk van Wied-Runkel (1763-1824)                                           | Karel Lodewijk (1772-1772)                                                                                       | Karel (1775-1807)                                                                                                 | Amalia (1776-1841) x 1793 Victor II van Anhalt-Bernburg-Schaumburg-Hoym (1767-1812) x 1813 Friedrich von Stein-Liebenstein zu Barchfeld (1777-1849) | Doodgeboren dochter (1778)                                                                                        | Kind (1779-1779)                                                                                                  | Henriëtte (1780-1857) x 1797 Lodewijk van Württemberg (1756-1817)                                                         | Kind (1784-1784)                                                                                                  | Kind (1785-1785)                                                                                                  | |
| Kleinkinderen   | - | - | - | Hendrik XVIII (1787-1787) Dochter (1788-1788) Hendrik XIX (1790-1836) Hendrik XX (1794-1859)                     | - | Willem (1792-1839) Augusta (1794-1796) Henriëtte (1797-1829) Frederik (1799-1845)                                | - | - | - | Hermine (1797-1817) Adelheid (1800-1820) Emma (1802-1858) Ida (1804-1828)                                                                           | - | - | Maria Dorothea (1797-1855) Amelie (1799-1848) Pauline (1800-1873) Elisabeth Alexandrine (1802-1864) Alexander (1804-1885) | - | - | |